# ヤーコプ・デーゲン

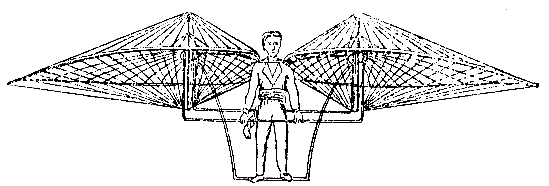
デーゲンのオーニソプター（1812年）。気球部分は描かれていない。

ヤーコプ・デーゲン（Jakob Degen 、1760年2月27日 - 1848年8月28日）は、スイス生まれのオーストリア人で、発明家。1808年に気球付きオーニソプターで飛行。1817年には模型ヘリコプターを飛ばした。

## 経歴と業績
スイス、バーゼル＝ラント準州のリーダーツヴィル（Liedertswil ）出身。生年は1756年とも1761年とも。
本業はリボン織り職人だったが1778年から時計作りを学び、1792年にマイスター（親方）になった。1766年ないし70年にウィーンに移った。ここで、1807年、人力オーニソプター（羽ばたき機）を設計。
1808年11月、これに小型の水素気球を付けて浮力を稼ぎ、史上初の「操縦可能な自由飛行」に成功した。1808年にジャン・パウルがドイツの新聞に書いたコラムに、デーゲンの飛行に関する言及がある。1810年から13年にかけて改良型の機体（気球を大型化した）で何度か公開飛行を行なった。ウィーン近郊、ラクセンブルク離宮での実演（1810年12月6日）は時の皇帝フランツ1世の要請で行なわれたもので、何とか飛行できた。パリでの1回目の実演（1812年7月7日）は成功したが、2度目のシャン・ド・マルス公園における実演では離陸できず、観衆を落胆させた。彼の飛行具の翼には片翼あたり3500個の弁があり、振り下ろす時は抵抗が大きく、振り上げる時には抵抗が小さくなるよう工夫されていた。理想的な条件でなら上昇・下降、操舵はかなり自由であったが、風には弱かった。
デーゲンの飛行の情報はイギリスのジョージ・ケイリーにも伝わったが気球による補助を受けていたことは上手く伝わらず、純粋な重航空機による飛行で先を越されたと誤解したケイリーに論文『空中航行について』（1809-10年）の発表を急がせることとなった。またドイツのアルブレヒト・ベルプリンガーは彼の機体を模倣して作った翼で1811年に飛行を試みて失敗している。
1816年には時計作りのノウハウを活かし、ゼンマイ仕掛けの模型ヘリコプターを製作した。この、世界初とされることもある無人ヘリコプターは重量6kgで、1817年6月にウィーンのプラーター公園で行なわれた公開試験では160mの高度まで到達した。デーゲンの他の発明には、時計の歯車製造機、新型の風速計などがある。
1816年から20年の時期は紙幣の偽造防止という問題に取り組み、ギヨシェ（Guilloché 、ある種の模様を彫りこむ技術）に通じる発明をしている。この技術は今日の紙幣偽造防止技術の元となった。1825年から41年の期間はオーストリア国立銀行の技術部門で責任者を務めた。ウィーンで没。

## 参考資料
- Hans Rudolf Degen: Jakob Degen: 1760–1848. Flugtechniker und Erfinder. 1999
- Karl Karmarsch: Degen, Jakob. In: Allgemeine Deutsche Biographie (ADB). Band 5, Duncker & Humblot, Leipzig 1877, S. 22.
- ロルフ・シュトレール『航空発達物語（上）』白水社、1965年
- 根元智『パイオニア飛行機ものがたり』オーム社、1996年、ISBN 4-274-02314-1